# Bajo Yafa
El Bajo Yafa, Bajo Yafa'i (en árabe: يافع السفلى‎, romanizado: Yāfi' as-Suflá), o el Sultanato del Bajo Yafa (en árabe: سلطنة يافع السفلى‎, romanizado: Salṭanat Yāfi' as-Suflá), fue un Estado perteneciente al Protectorado de Adén, gobernado por la dinastía Al Afifi. Su capital estaba en Jaar. Este antiguo sultanato es ahora parte de la República de Yemen.

## Historia

### Yafa y el Imperio himyarita
Yafa fue la sede de la antigua dinastía himyarita que duró desde 110 aC hasta 632 dC cuando se integró completamente en el Califato Rashidun.
La tribu yafai se dividía tradicionalmente en 10 ramas o emiratos de los cuales 5 están en el Bajo Yafa y los otros 5 están en el Alto Yafa. Estos emiratos se dividen en muchas ramas más pequeñas y familias extendidas.

### Tiempos modernos
Poco después de la captura británica de Adén, se firmó un compromiso en 1839 con Ali bin Ghalib, sultán del Bajo Yafai, similar al concluido con los sultanes Abdali y Fadhli. Se cumpliría lealmente. 
El sultán Ali bin Ghalib murió en 1841 a una gran edad, y fue sucedido por su hijo, Ahmed bin Ali. Murió en septiembre de 1873, y fue sucedido por su hijo, Ali bin Ahmed, quien fue sucedido por su hermano, Muhsin bin Ahmed, en mayo de 1885. Este último murió en julio de 1891, y su sobrino, el sultán Ahmed bin Ali, fue elegido como su sucesor. El Gobierno de la India sancionó la continuación para él, con efecto a partir del 20 de julio de 1891, del estipendio anual de 250 dólares disfrutado por el difunto sultán. 
En 1873 estallaron hostilidades entre los Yafa y los Fadhli, como consecuencia de que el Sultán Yafa había repudiado un compromiso, concluido en su nombre por su hijo y en presencia del Residente en Adén, por el cual había consentido en aceptar del Fadhli Sultan una regalía de 25 dólares al año por el uso de agua para riego. Por esta violación de la fe, el estipendio del sultán Yafai fue retenido temporalmente. 
De 1888 a 1893 se llevó a cabo una lucha incómoda, interrumpida por breves treguas, con el Fadhli sobre el suministro de agua del canal de Naza. En 1893 se hizo una tregua que se mantuvo durante varios años. 
En 1893 el sultán Ahmed bin Ali visitó Adén en su camino a La Meca, donde murió el 27 de junio. Fue sucedido por el sultán Bubakar bin Seif. 
El 1 de agosto de 1895 se concluyó un Tratado de Protectorado entre los británicos y el Bajo Yafa.
En 1899 murió el sultán Bubakar bin Seif. Fue sucedido por el sultán Abdulla bin Muhsin. 
En 1902, el sultán Fadhli estableció un nuevo puesto aduanero en Zanzíbar e impuso cuotas a las qafilahs Yafai. Los Yafai tomaron represalias cortando el suministro de agua del canal de Naza. El Fadhli luego atacó Al Husn y Ar Rawa. En 1903 el Residente se esforzó por lograr un acuerdo, pero el Sultán Yafai se negó a asistir a la conferencia. En 1904 los Fadhli atacaron Ar Rawa y Khanfar, tomando posesión de este último y durante un tiempo no se llegó a ningún acuerdo; mientras que las relaciones con el sultán del Bajo Yafai continuaron tensas, en parte debido a su insatisfacción con la posición otorgada a ciertas secciones del Alto Yafai, sobre quienes se inclinaba a reclamar una soberanía general, y en parte a su insatisfacción con el rango y la precedencia que se le había asignado. 
En 1916 murió el sultán Abdulla bin Muhsin. Fue sucedido por su primo, el sultán Muhsin bin Ali, quien renovó las relaciones amistosas con la Residencia de Adén, a la que realizó visitas periódicas. 
En 1925 el sultán Muhsin bin Ali murió y fue sucedido por su hijo, el sultán Aidrus bin Mubsin bin Ali. Este sultán ha establecido su autoridad personal sobre todos los clanes del Bajo Yafai. 
En junio de 1926 se concluyó una tregua de cuatro años entre los sultanes del Bajo Yafai y Fadhli. 
En junio de 1929, el sultán de Lahej resolvió esta disputa de larga data y restauró Khanfar al Bajo Yafai. 
En noviembre de 1925, el Mayor M. C. Lake fue enviado en una misión especial al Bajo y Alto Yafai. El sultán Aidrus le dio una cálida bienvenida y le brindó toda la ayuda en su viaje. 
En 1926 el sultán Aidrus bin Mulisin recibió un saludo personal de 9 armas. 
En 1931, la población del Bajo Yafai se estimaba en 70.000, y el ingreso bruto en Rs. 10.000 al año. 
El Sultanato del Bajo Yafa fue miembro fundador de la Federación de Emiratos Árabes del Sur en 1959 y su sucesora, la Federación de Arabia del Sur, en 1963. Su último sultán, Mahmūd ibn Aidrūs Al Afīfi, fue depuesto y su estado abolido en 1967 tras la fundación de la República Democrática Popular de Yemen. Finalmente, Yemen del Sur se unió con Yemen del Norte en 1990 para formar la República de Yemen. 

## Geografía
Su capital fue la antigua residencia de los sultanes Banū Afīf.  Había una segunda capital en Al Qara donde se encontraba un pintoresco palacio, el refugio de montaña del sultán. 

## Gobernantes
Afif, 1681 - 1700.
Qahtan ibn Afif, 1700. - 1720.
Sayf ibn Qahtan al-Afifi, 1720. - 1740.
Ma'awda ibn Sayf al-Afifi, 1740. - 1760.
Ghalib ibn Ma'awda al-Afifi, 1760. - 1780
Abd al-Karim ibn Ghalib al-Afifi, 1780. - 1800.
Ali I ibn Ghalib al-Afifi, 1800 - 1841.
Ahmad ibn Ali al-Afifi, 1841. - 1873 (1.ª vez).
Ali II ibn Ahmad al-Afifi, 1873. - 1885.
Muhsin I ibn Ahmad al-Afifi, 1885. - 1891.
Ahmad ibn Ali al-Afifi, 1891 - 1893 (2.ª vez).
Abu Bakr ibn Sha'if al-Afifi, 1893 - 1899.
Abd Allah ibn Muhsin al-Afifi, 1899. - 1916.
Muhsin II ibn Ali al-Afifi, 1916. - 1925.
Aydarus ibn Muhsin al-Afifi, 1925. - 1958.
Regente, 1947. - 1949. .... -
Mahmud ibn Aydarus al-Afifi, 1958. - 1967.